# Кам'янець-Литовська волость
Кам'янець-Литовська волость — адміністративно-територіальна одиниця Берестейського повіту Гродненської губернії Російської імперії. Волосний центр — місто Кам'янець.
На 1885 р. у волості налічувалось 33 села (об'єднаних у 24 громади), 834 двори, 5 308 чоловіків і 4 529 жінок, 13 724 десятини землі (9 735 десятин орної).
За Берестейським миром, підписаним 9 лютого 1918 року територія волості ввійшла до складу Української Народної Республіки.

## У складі Польщі
Після окупації в лютому 1919 р. поляками Полісся волость назвали ґміна Камєнєц Літевскі, входила до Берестейського повіту Поліського воєводства Польської республіки. Центром ґміни було місто Кам'янець.
За переписом 1921 року в 45 поселеннях ґміни налічувалось 834 будинки і 4310 мешканців (338 римокатоликів, 3597 православних і 375 юдеїв).
Розпорядженням Міністра внутрішніх справ Польщі 19 березня 1928 р. до ґміни приєднано частину ліквідованої ґміни Дворце, а 23 березня 1928 р. приєднано ліквідовану ґміну Жицін.
Волость (ґміна) ліквідована 15 січня 1940 року через утворення Кам'янецького району.